# Citheronia bellavista
Citheronia bellavista är en fjärilsart som beskrevs av Max Wilhelm Karl Draudt 1930. Citheronia bellavista ingår i släktet Citheronia och familjen påfågelsspinnare. Inga underarter finns listade i Catalogue of Life.